# جوناثان بارتلي
جوناثان تشارلز بارتلي (بالإنجليزية: Jonathan Bartley)‏ (وُلد في 16 أكتوبر 1971) هو سياسي بريطاني وزعيم مشارك لحزب الخضر في إنجلترا وويلز، وهو المنصب الذي شاركه مع كارولين لوكاس ثم، من 4 سبتمبر 2018، مع سيان بيري. كان المتحدث باسم حزب الخضر الوطني للعمل والمعاشات التقاعدية والمرشح البرلماني للحزب عن ستريثام في الانتخابات العامة لعام 2015. كان مرشح حملة الوحدة للبقاء عن دولويتش ووست نوروود في الانتخابات العامة لعام 2019.
بارتلي هو مستشار في مجلس لامبيث يمثل جناح سانت ليونارد، ويشغل هذا المنصب منذ انتخابه في 3 مايو 2018. في 15 مايو 2018، أصبح بارتلي زعيم المعارضة في مجلس لامبيث.
بارتلي هو المؤسس وكان (حتى 2016) مديرًا مشاركًا لإكليسيا، وهي مؤسسة فكرية مستقلة تبحث في دور الدين في الحياة العامة وتظهر بانتظام في البرامج الإذاعية والتلفزيونية في المملكة المتحدة. وهو عضو في فرقة موسيقى الروك البلوز ذا موستانغس ويعيش مع عائلته في ستريثام، جنوب لندن.

## النشأة والعائلة
وُلد بارتلي في لندن في 16 أكتوبر 1971. والده كان كريستوفر بارتلي، طبيب استشاري في هيئة الخدمات الصحية الوطنية، ومحارب قديم في نورماندي. كان عم بارتلي أنتوني بارتلي، طيارًا في الحرب العالمية الثانية وقائد سرب وتزوج من الممثلة ديبوراه كير. بارتلي هو سليل مباشر لمُصلِحة السجون إليزابيث فراي.
من عام 1980 إلى 1989، تلقى بارتلي تعليمه في كلية دولويتش، وهي مدرسة داخلية مستقلة للبنين، في دولويتش في جنوب لندن. في سن السابعة عشرة، وبينما كان ما يزال في المدرسة، اصطدم بارتلي بسيارته بأحد المشاة وقتله، ولكن تعاملت الشرطة مع الوفاة على أنها عرضية ولم توجه له اتهامات. بعد ترك المدرسة، التحق بارتلي بكلية لندن للاقتصاد، وتخرج منها عام 1994.

## الحياة الومسيرة المهنية
بعد تخرجه، عمل بارتلي في برلمان المملكة المتحدة على أساس متعدد الأحزاب كباحث ومساعد برلماني لعدد من السنوات. تطوع في فريق حملة جون ميجور في انتخابات قيادة حزب المحافظين عام 1995 ضد جون ريدوود. قال في وقت لاحق، لم أكن مستشارًا، ولم أكن موظفًا وأنا بعيد جدًا عن المحافظين لن تصدق ذلك.
في عام 2002، شارك بارتلي في تأسيس إكليسيا، وهي مؤسسة فكرية مسيحية تبحث في الدور المتغير للمعتقدات والقيم والإيمان/عدم الإيمان في الحياة العامة. في عام 2008، شارك في تأسيس تحالف أكورد، الذي يعمل على إنهاء التمييز الديني والفصل العنصري في أنظمة المدارس الإنجليزية والويلزية.
يُعد مساهمًا منتظمًا في برنامج الأسئلة الكبرى لقناة بي بي سي 1. ساهم سابقًا في برنامج فكرة اليوم على إذاعة بي بي سي 4 وبرنامج أخلاق القصة على قناة آي تي في، وكان كاتب عمود في صحيفة ذا تشيرش تايمز. كان ضيفًا في برنامج المتاهة الأخلاقية على إذاعة بي بي سي 4 وكتب لصحيفة الغارديان. مثّل أيضًا حزب الخضر في إنجلترا وويلز في وسائل الإعلام، بما في ذلك مناظرة الرعاية الاجتماعية في هيئة الإذاعة البريطانية في الانتخابات العامة لعام 2015، حيث تصادم مع وزير العمل والمعاشات السابق إيان دنكن سميث.